# 树穿山甲
樹穿山甲（学名：Phataginus tricuspis），又名 白腹长尾穿山甲，是一种树栖穿山甲，主要生活在非洲西部到中部的热带森林。

## 习性
一般的穿山甲都會在牠們挖空了的螞蟻或白蟻丘上築巢，但樹穿山甲則棲息在樹上。牠們會在樹枝叉或植物上捲曲睡覺。
雌性樹穿山甲是獨自生活的，其領土細小，只有少於10公頃，雌性之間的領土很少重疊。雄性的領土較大，可達60公頃，會與雌性的領土重疊，造成與雌性接觸的機會。除了在生殖季節外，雄性與雌性接觸的時間很短。當雄性與雌性在生殖季節相遇時，就會交配。幼獸的妊娠期為150日，每胎一般只有一頭幼獸。幼獸會靠在母親的尾巴，直至3個月後斷奶，其後5個月仍會與母親同住。初出生的樹穿山甲鱗片很軟，經過幾日後會開始硬化。在飼養的樹穿山甲中就有領養幼獸的情況。
樹穿山甲是吃昆蟲的，如螞蟻及白蟻，或在樹上行動的其他昆蟲。牠的倚賴其厚作為保護，以長的前爪來挖洞。牠們每天若吃150-200克的昆蟲。牠們的舌頭長約25-70厘米，表面上有黏液，可以啜出昆蟲。牠們的舌頭在胸腔直至盆骨位置。
當樹穿山甲受到傷害時，會捲曲身體成球狀，以厚甲保護自己。除了腹部、鼻端、眼睛、耳朵及肢底外，牠們的鱗片覆蓋了整個身體。當母親與幼獸受到傷害時，母親會捲曲圍繞幼獸。捲成球狀後，牠們可以鱗片的前後移動來割傷攻擊者。牠們會發出攻擊性的威嚇聲，但這其實是牠們發聲的極限。其肛門的嗅腺會分泌出像臭鼬般的分泌物。
樹穿山甲可以四肢行走，或單以後肢及尾巴行走。樹穿山甲可以在沒有樹枝的情況下攀樹。牠們的尾巴脊骨可以達47節，是脊椎動物的紀錄。當以四肢行走時，牠們以用前趾關節才行走，並抓著樹以免滑下。樹穿山甲有良好的嗅覺，但視覺則一般。除了以牙齒消化食物外，牠們的胃像砂囊般充滿吞下的石及砂。樹穿山甲在游泳時會將胃部充氣，以增加浮力。

## 自然天敌与威胁
樹穿山甲的天敵有豹、鬣狗及蟒蛇，人類亦會捕獵牠們。雖然銷售樹穿山甲已被禁止，但牠們的數量仍因此而減少。